# 1982 في الجزائر
فيما يلي قوائم الأحداث التي وقعت خلال عام 1982 في الجزائر.

## الحكم
- رئيس الجمهورية وزير الدفاع : الشاذلي بن جديد منذ 1979

- الوزير الأول في الحكومة : محمد بن أحمد عبد الغني (الثانية ثم الثالثة)

## أحداث
- 12 يناير – تشكيل الحكومية الجديدة برئاسة محمد بن أحمد عبد الغني
- أبريل – تأسيس الشركة الوطنية لإنتاج الأدوية.

## أفلام
من الأفلام التي صدرت هذه السنة في الجزائر:
- 1 يناير – حسان طاكسي من إخراج محمد سليم رياض.
- 1 يناير – رياح رملية من إخراج محمد الأخضر حمينة.

## مواليد

### يناير
- 11 يناير – عمار بن خليف لاعب جودو جزائري.

### أبريل
- 3 أبريل – صوفيا بوتلة

### يوليو
- 25 يوليو – أمل بوشوشة ممثلة.

### أكتوبر
- 27 أكتوبر – رضوان بشيري لاعب كرة قدم جزائري.

### نوفمبر
- 25 نوفمبر – سفيان يونس لاعب كرة قدم جزائري.

### ديسمبر
- 4 ديسمبر – أمين ابن البوسحاقي
- 20 ديسمبر – لعموري جديات لاعب كرة قدم جزائري.

## وفيات

### مايو
- 3 مايو – محمد الصديق بن يحيى (مواليد 1932) سياسي جزائري.

### نوفمبر
- 19 نوفمبر – أحمد بومنجل (مواليد 1908) سياسي جزائري.